# عباس جديدي
عباس جديدي (بالفارسي: عباس جدیدی، من مواليد 13 يناير 1969 في طهران) مصارع إيراني شارك في بطولة الوزن الثقيل الحر فئة 90-100 كجم ضمن دورة الألعاب الأولمبية الصيفية 1996، وقد خسر أمام المصارع الأمريكي كورت أنجل وحصد على الميدالية الفضية. انتخب عضوا في مجلس مدينة طهران في عام 2013 ضمن الانتخابات المحلية الإيرانية.

## روابط خارجية
- عباس جديدي على موقع قاعدة بيانات المصارعة الدولية (الإنجليزية)
- عباس جديدي على موقع أوليمبيديا (الإنجليزية)